# إيج تيك
ايج تيك (بالإنجليزية: Agetec)‏ ، هي شركة ألعاب فيديو أمريكية، تقع مقرها الرئيسي في كاليفورنيا بالولايات المتحدة الأمريكية.

## وصلات خارجية
- الموقع الرسمي باللغة الإنجليزية
- List of Agetec games at جيم فاكس
- Agetec profile at موبي جيمز